# Veržej
Veržej (németül Wernsee) falu és Veržej község központja Kelet-Szlovéniában.

## A község (járás) települései
Banovci, Bunčani és Veržej.

## Fekvése
A Mura folyó jobb partján található.

## Nevezetességek
- A község templomát Szent Miklós tiszteletére építették és a Muraszombati egyházmegyéhez tartozik. A templom a 18. században épült egy korábbi fatemplom helyén. 2007-2008 közt a templomot felújították és egy kápolnát is építettek hozzá.
- Híres a fehér nárcisz tavaszi virágzásáról.

## Fordítás
Ez a szócikk részben vagy egészben  a   Veržej című angol Wikipédia-szócikk ezen változatának fordításán alapul.  Az eredeti cikk szerkesztőit annak laptörténete sorolja fel. Ez a jelzés csupán a megfogalmazás eredetét és a szerzői jogokat jelzi, nem szolgál a cikkben szereplő információk forrásmegjelöléseként.